# Gloria Escomel
Gloria Escomel (Montevideo, 15 de octubre de 1941) es una escritora nacida en Uruguay y nacionalizada canadiense.

## Biografía
Escomel tiene orígenes catalanes y franceses. Se mudó por primera vez de Uruguay a Francia en 1960 para estudiar literatura en la Universidad de París, y luego migró a Canadá  en 1967 para realizar su doctorado en la Universidad de Montreal.
Escomel fue profesora en la Universidad de Quebec en Montreal de 1978 a 1988 y escribió como periodista para publicaciones como Châtelaine, L'Actualité, Perspectives, La Gazette des femmes, Le Devoir, La Liberté y La Nouvelle barre du jour. Recibió el premio Judith Jasmin en 1988 por su artículo en La Gazette titulado «Quelle vieillesse vous préparez-vous: un âge d'or ou d'argent?» (en español ¿Para qué vejez te estás preparando: una edad de oro o de plata?).
Escomel es parte de la primera oleada migratoria de escritores latinoamericanos asentados en Canadá. Ha publicado novelas, cuentos y obras de radio para Première Chaîne de CBC/Radio-Canada, así como numerosos documentos para el Gobierno de Quebec sobre políticas y cuestiones de discapacidad, LGBT y derechos humanos.
Escomel es abiertamente lesbiana. En 2012 apareció en el documental Lesbiana de Myriam Fougère sobre el primer movimiento de visibilización lésbica canadiense y estadounidense.

## Obras
La mayoría de su obra de ficción está ambientada en el área del Río de la Plata. Además escribe casi exclusivamente en francés.
- 1980 - La table d'écoute ou le temps-spirale (obra teatral)
- 1980 - Tu en parleras… et après ? (jugar)
- 1981 - J'enfante ma mémoire (obra)
- 1981 - Des bâtons dans les roues (obra)
- 1983 - La surdoublée (obra de teatro)
- 1988 - Fruto de la pasión (novela)
- 1992 - Pièges (novela)
- 1994 - Les eaux de la mémoire (cuentos)

## Filmografía
- Lesbiana (2012)